# Spys4Darwin
Spys4Darwin  — американський рок-супергурт, створений у Сіетлі, штат Вашингтон, у 2001 році. До складу цього недовготривалого проєкту входили учасники сіетлських гуртів Queensrÿche та Alice in Chains, а також фронтмен гурту Sponge з Детройта, штат Мічиган. Spys4Darwin почався з гітариста Кріса ДеҐармо та барабанщика Шона Кінні, двох друзів, які перед цим виступали з Джеррі Кантреллом під час його сольного туру. Незабаром до них приєдналися басист Майк Айнез і вокаліст Він Домброскі, і вони почали джемити в Binge Studios, покинутій лакофарбовій фабриці в Сіетлі. Цей проєкт став першою творчою роботою ДеҐармо після того, як він залишив своє довготривале місце в Queensrÿche у 1998 році.

## Походження назви
ДеҐармо стверджував, що назва гурту походить від імені допитливого чоловіка, на ім'я Дарвін, який жив у лабазі неподалік від їхньої студії. Він зголосився охороняти гурт під час виступів, хоча сам не мав доступу до студії. Одного дня Дарвін сказав ДеҐармо і Кінні, що збирається в подорож, і попросив приглянути за його речами. ДеҐармо нібито подивився на Кінні і сказав: «Тож, гадаю, тепер ми шпигуни для Дарвіна (spies for Darwin)».

## Microfish
Spys4Darwin випустили лише один альбом, шеститрековий EP під назвою «Microfish», який складався з однотижневої сесії. Хоча всі учасники гурту брали участь у створенні пісень, більша частина композицій була створена ДеҐармо і Кінні, які спілкувалися між собою, в той час, як текстами займався Домброскі. «Dashboard Jesus (Follow)» став першим синглом, який вийшов з мініальбому. В інтерв'ю ДеҐармо висловив сподівання випустити повноформатний альбом з десятком треків на початку 2002 року. Також повідомлялося, що гурт працював над альбомом ще 12 лютого того ж року. Однак, другий альбом так і не був записаний.
Microfish складається із записів з Binge Studios, які були оброблені у Кріса ДеҐармо та Шона Кінні, а потім зведені Адамом Каспером у Studio X. Spys4Darwin випустили міні-альбом на власному лейблі Pied Viper Records. Спочатку доступний лише на офіційному сайті гурту, Microfish просувався за допомогою самого гурту і скромного низового підходу. За словами ДеҐармо, щодо підходу гурту до Microfish: «Ми просто збиралися разом, записували, міксували з друзями і випускали його безпосередньо для тих людей, яким він був цікавий, без зайвих фанфар… Ми намагалися зробити запис так, як ми могли в нашій студії, і випустити гарну упаковку, яка була більше про те, щоб пишатися чимось, що ми випустили, а не про те, конкурує це з Creed чи ні».
Гурт найняв гітариста Void Буббу Дюпрі і відіграв один концерт на фестивалі KNDD Endfest 10 4 серпня 2001 року. Виступ був задокументований у форматі Hi-8 мм ч/б колишнім басистом Nirvana Крістом Новоселічем (який, як повідомляється, також був за кермом автобуса гурту) для можливої трансляції на офіційному сайті гурту. На фестивалі також виступили The Living End, Sum 41, Nickelback, Ours, The Offspring, Cake і The Crystal Method.

### Сприйняття
Критик Малкольм Доум з Classic Rock дав позитивну рецензію на альбом, назвавши його «досить цілісним і дуже цікавим»:
«Не чекайте звучання, яке є гібридом їхніх альма-матер; у Spys4Darwin є власні ідеї. Знайома суміш, яка охоплює сучасний американський рок (згадайте Matchbox Twenty, Train тощо), а потім робить лівий поворот, щоб вловити сліди таких гуртів, як Faith No More та Pearl Jam. Наповнений чуттєвими мелодіями та чіткими аранжуваннями, це класичний рок для сучасної аудиторії.
Найкращим треком з шести на цьому міні-альбомі, безсумнівно, є „Dashboard Jesus (Follow)“, шедевр з щільною атмосферою, гострим настроєм і приємним відчуттям епічності, хоча решта матеріалу навряд чи може зрівнятися в порівнянні з ним.
Все це свідчить про те, що Spys4Darwin — не просто збірка зірок, які марнують свій час, а справжній гурт з майбутнім».

### Треклист
| #  | Назва                       | Тривалість |
| -- | --------------------------- | ---------- |
| 1. | «Submission in Love»        | 3:38       |
| 2. | «Insomnia Station»          | 3:57       |
| 3. | «Dashboard Jesus (Follow)»  | 4:49       |
| 4. | «Chain Letter»              | 4:17       |
| 5. | «Flood (Skill of the Kill)» | 3:42       |
| 6. | «Cold Dead Hands»           | 4:23       |

## Після Spys4Darwin
У 2002 році учасники Spys4Darwin почали брати участь у різних проєктах. У квітні 2002 року помер Лейн Стейлі, давній товариш по гурту Кінні та Айнеза. Це призвело до офіційної перерви у діяльності Alice in Chains, а Айнез (який, за чутками, мав замінити Джейсона Ньюстеда у Metallica) приєднався до Heart, а також знову став учасником Black Label Society. ДеҐармо взяв участь у записі синглу Джеррі Кантрелла «Anger Rising», після чого тимчасово повернувся до Queensrÿche, щоб написати матеріал для їхнього альбому Tribe у 2003 році. Тим часом Він Домброскі та Джої Маццола з гурту Sponge набрали трьох нових учасників і випустили альбом «For All the Drugs in the World» у 2003 році. У січні 2008 року, задовго після того, як Spys4Darwin розпалися, а їхній сайт закрився, мініальбом «Microfish» був доступний на CDBaby.com.